# Joseph Marie Servan de Gerbey
Joseph Marie Servan de Gerbey (ur. 14 lutego 1741 w Romans-sur-Isère, Drôme – zm. 10 maja 1808 w Paryżu) – francuski generał. Podczas rewolucji francuskiej dwukrotnie piastował urząd ministra wojny.

## Życiorys
Servan przyszedł na świat w wiosce Romans w południowo-wschodniej Francji. Jego bratem był prawnik i publicysta Joseph Michel Antoine Servan.   
W dniu 20 grudnia 1760 roku jako ochotnik zaciągnął się do pułku Gujenny. Doszedł do stanowisk oficera inżynierii oraz zastępcy zarządcy dóbr króla Ludwika XVI. Następnie w wojsku dosłużył się stopnia pułkownika i wreszcie – 8 maja 1792 uzyskał rangę generała brygady.
Jego kandydaturę na urząd ministra wojny wysunęło kierownictwo żyrondystów. Servan pełnił ten urząd przez krótki okres od 9 maja do 12 czerwca 1792 roku. Objął tę posadę podczas wojny, w pierwszym roku konfliktu z pierwszą koalicją antyfrancuską. W trakcie pełnienia obowiązków ministra nadzorował rozwiązanie królewskiej straży przybocznej (Garde du Corps) oraz Gwardii Szwajcarskiej; zniósł również kary cielesne w wojsku.
Jednak w historii najtrwalej zapisała się propozycja ministra Servana, by sprowadzić do Paryża zbrojnych ochotników z prowincji. Ochotniczym oddziałom nadano określenie Fédérés. Miały one zaprezentować się podczas uroczystości organizowanych z okazji rocznicy upadku Bastylii. Servan zamierzał poddać ochotników szkoleniu wojskowemu, a następnie wykorzystać ich do wzmocnienia regularnej armii na froncie. Przebieg i długość ich pobytu w stolicy nie został określony w planach ministra, a sama propozycja wzbudziła kontrowersje. Z jednej strony król dopatrywał się spisku w propozycji naszpikowania Paryża wrogami monarchii; z drugiej strony Maksymilian Robespierre obawiał się wykorzystania oddziałów z prowincji jako przeciwwagi dla radykalnych paryskich sankiulotów.
Król Ludwik XVI skorzystał z prerogatywy konstytucyjnej, by zablokować propozycję Servana. Pomimo krytycznych opinii w związku z wykorzystaniem przez króla niepopularnego prawa weta, królowi udało wybronić się i zdymisjonować wszystkich ministrów żyrondystowskich, w tym Servana. Radykalni agitatorzy wykorzystali sytuację, a zaproszenie skierowane do fédérés przyczyniło się do wybuchu zamieszek, obejmujących swym zasięgiem cały Paryż. Ostatecznie, tysiące ochotników z prowincji przybyło do stolicy bez względu na sprzeciw króla. Zostali oni przychylnie powitani przez członków Zgromadzenia Narodowego, w tym – przez Robespierre'a. Kwestia oddziałów ochotniczych przyczyniła się do wybuchu powstania z 10 sierpnia 1792, w wyniku którego Servan został przywrócony na stanowisko ministra wojny.
Kolejnym posunięciem Servana na stanowisku ministra było usunięcie ósmej zwrotki hymnu rewolucyjnego Marsylianki, w roku 1792. Servan stwierdził, że odwołanie do Boga w tekście hymnu umniejsza autorytet Republiki.
Servan został aresztowany w okresie terroru. Zwolniono go z więzienia w dniu 3 lutego 1795, po czym przywrócono go na urząd ministra. Podczas rządów Konsulatu Servan był przewodniczącym komisji ds. Rezerw oraz dowódcą Legii Honorowej.
Servan odszedł z życia publicznego 3 maja 1807 roku. Zmarł w następnym roku w Paryżu w wieku 67 lat. Jego nazwisko widnieje po zachodniej stronie paryskiego Łuku Triumfalnego.